# Alexis Ier du Kongo
Alexis Ier du Kongo (mort en 1793)  (Mpanzu a Mbandu en Kikongo  et  Aleixo Ier en portugais) . Manikongo du royaume du Kongo de ?  à 1793

## Contexte
Alexis Ier, est le  successeur d'Alvare XII Son règne est bref, Le 17 mars 1792 le gouverneur de l'Angola portugais D. Manuel de Almeida e Vasconcelos reçoit à Luanda une ambassade d'Alexis Ier qui lui réclame un prêtre capucin afin de le couronner.
Le Gouverneur lui dépêche Frère Raimondo di Dicomano qui est reçu par le roi mais ce dernier meurt peu après et il est remplacé par Joaquim Ier du Kongo.

## Source
- (en) John K. Thorton, « Mbanza Kongo/Sao Salvador :  Kongo's Holy City », dans David M. Andreson et Richard Rathbone (éd.), Africa's Urban Past, Oxford, James Currey, Portsmouth, Heinemann, 2000  (ISBN 978-0-325-00221-7).